# 전시국제법
전시국제법(戰時國際法, 라틴어: jus in bello, 영어: law of war)은 국가 간의 개전선언 및 전시 행위와 관련해 적용되는 법을 말하며 전쟁법(戰爭法)이라고도 한다. 국제공법의 일부이며 국내법 및 평시국제법과 차별된다. 크게 전쟁 선포, 항복 수락, 포로 대우, 군사적 필요, 분별 및 비례, 사용 가능한 전쟁 무기의 제약 등에 대한 규정으로 이루어져있다.
정의로운 전쟁론의 윤리 원칙은 ‘전쟁결정시 충분조건(Jus ad bellum)’과 ‘전쟁수행조건(Jus in bello)’의 두 가지로 구분된다. '정당한 명분(jus ad bellum)', '전쟁권(jus ad bellum)', '정당한 수단(jus in bello)', '교전규칙(jus in bello)', '전쟁법(jus in bello)'이라고도 번역한다.
전세계 모든 군인들은 명예를 가장 중요시 생각하며, 이것이 마피아, 테러범 등의 조직범죄자들과 군인의 핵심적인 차이인데, 이러한 군인의 명예는 정의로운 전쟁론의 양대 윤리 원칙, 전쟁권(jus ad bellum)과 전쟁법(jus in bello)이 준수되는 조직적 무력행사를 의미한다.

## 법의 유래 및 제정 역사
18세기에 이르러서는 전쟁이란 국제분쟁해결의 중요한 수단이라는 관념이 뿌리박고 있었다. 30년종교전쟁의 종식과 더불어 적국의 완전정보(Debellatio)의 개념은 없어지고 특히 강대국들간에는 ‘정당한 적’이란 관념이 등장하였다. 따라서 강대국의 소멸이란 상상할 수 없었으며 이들간의 전쟁이나 전투는 일정한 법적 형식이나 법규칙에 따라서 수행되어야 한다는 관념이 깊이 자리잡게 되었다. 이른바 그것은 전시국제법의 발달이었다. 전시 국제법의 내용 및 공신력은 크게 조약과 관행에서 유래한다. 본래는 관습법으로 발달해 왔으나 19세기 후반부터는 국제조약 등의 형식으로 성문화되었다. 특히 1899년과 1907년에 개최된 헤이그 평화회의 및 1864년부터 네 번에 걸쳐서 개최된 제네바 회의에서 전시국제법의 주요 내용이 법전화되었다.

### 헤이그 평화회의
헤이그 평화회의는 제 1차 세계대전이 발발하기 이전인 1899년과 1907년 러시아 황제 니콜라이 2세의 제창으로 개최된 회의다. 세 번째 회의는 1914년에 계획되어 있었으나 1915년으로 일정이 변경된 후 제 1차 세계대전의 발발과 함께 무산되었다. 제 1차 평화 회의에서는 ‘국제분쟁평화처리조약’, ‘육전조약’, ‘적십자조약의 원칙을 해전에 적용하는 조약’ 등의 세가지 조약이 채택되었고, 경기구로부터의 투사물의 금지, 독가스의 사용금지, 덤덤탄의 사용금지 등의 내용이 체결되었다. 제 2차 회의에서는 1차 회의 때 채택된 세가지 조약을 수정하고 10개의 전쟁법규조약을 추가적으로 채택했다. 그러나 헤이그 평화회의에서 체결된 조약들은 제1차 세계대전에서 그 효력을 발휘하지 못한 채 대부분 무효화되었다.

### 제네바 회의
1949년 제 2차 세계대전이 막을 내림과 함께 비준된 네 번째 제네바 회의를 마지막으로 총 네 번의 회의가 있었고 각 회의마다 서로 다른 내용의 조약이 비준되었다. 1864년에 개최된 첫 번째 회의에서는 의료시설 및 의료요원의 안전을 보장하는 조약이 통과되었다. 또한 이 회의에 의거하여 적십자를 전시 상병자 치료를 위한 중립적 의료 기관으로 인정했다. 이 조약은 스위스를 비롯한 12개 국가들의 동의를 얻었으나 미국은 조약 체결에 참여하지 않았다. 1882년에 개최된 두 번째 제네바 회의에선 전시 난파선의 선원들 및 해전의 상병자들에 대한 보호에 동의했고, 미국 또한 조약 체결에 참여했다. 세 번째 제네바 회의는 1929년에 개최되었으며 전쟁 포로를 적대 행위로부터 보호하는 내용의 조약이 체결되었다. 마지막 회의는 1949년에 개최되었다. 마지막 회의에서는 이전에 비준된 세 회의의 조약 내용의 조건을 다시 확인했으며 전시 민간인 보호에 동의했다.

오늘날 제네바 회의는 크게 다음과 같은 내용으로 구성된다.
1. 일반규정
2. 전쟁 포로 보호법
3. 포로 억류에 관한 법
4. 정보 제공과 원호회(援護會)에 관한 법
5. 관습 수행에 관한 법

이 외에도 1967년에는 핵무기의 우주 배치를 금지하고 천체의 평화적 사용을 규정하는 조약이 체결되었다.

## 목적
전시 국제법은 무력분쟁에 대한 한계를 설정하여 전투원 및 민간인을 필요 이상의 고통과 피해로부터 보호하기 위해 제정되었다.

## 구성
전시 국제법은 교전국간의 관계를 규제하는 교전법규와 교전국과 중립국의 관계를 규정하는 중립법규로 구성된다. 교전법규는 다시 교전 전반에 공통되는 사항과 육전, 해전, 공전에 해당하는 법규로 구분된다.

## 내용

### 기본원칙
전시 국제법의 기본 원칙이란 전시에 따라야 할 사항을 규정한 여러 조약과 국제 관습법들이 공통적으로 추구하는 전쟁의 목표와 수행방법을 기본 원리화한 것으로 크게 다음과 같은 세가지 원칙을 포함한다.
1. 군사적 필요의 원칙 
 군사적 필요의 원칙은 교전국이 전쟁법에 의거하여 최소한의 기간과 비용 내에 최소한의 인명 피해로 적을 항복시키는 것을 정당화하는 원칙이다. 군사적 필요의 원칙에는 다음과 같은 네 가지 요소들이 포함된다.
  - 사용되는 전투력은 통제 가능하며 교전국에 의해 통제된다.
  - 군사적 필요의 원칙을 따르더라도 전시 국제법의 원칙은 적용되며 군사적 필요의 원칙은 전시 국제법을 어기는 것에 대한 정당화의 근거가 될 수 없다.
  - 전시 국제법에 위반되지 않는 전투력은 최소한의 시간 내에 적군의 완전한, 또는 부분적인 항복을 받아내기 위해 사용 가능하다.
  - 반드시 필요하지 않은 전투력은 사용할 수 없다.
2. 분별의 원칙 
 군사작전은 교전자만을 상대로 하며 교전자가 아닌 민간인이나 포로, 상병자 등은 전쟁 중에도 공격 대상이 될 수 없다. 따라서 의료기관이나 민간인 부지를 공격하는 것은 전쟁법에 위배된다.[8]
3. 비례의 원칙 
 비례의 원칙에 따르면 군사적 목적을 달성하기 위해 필요한 이상의 전투력은 사용할 수 없다. 전투력 사용 과정에서 달성하는 성과와 그 과정에서 발생하는 피해를 비례 계산하여 균형 시험(balancing test)을 시행했을 때 부수적 피해가 과도하다고 판단되면 전시 국제법에 따라 처형 될 수 있다.

전시 국제법에 명시되어 있지는 않지만 관행에 따라 다음과 같은 원칙도 적용될 수 있다.
- 인도주의 원칙 
인도주의 원칙에 따르면 전쟁 목적상에 필요하지 않는 폭력 행위는 그 종류와 정도를 막론하고 허용되지 않는다. 예를 들어, 상병자와 포로는 이미 적에 대해 위협이 되지 못하기 때문에 적대행위로부터 보호받을 권리가 있다.[7]

### 세부사항
전시 국제법에 따르면 전투원은 상대 전투원을 타격할 수 있지만 그 외에 따라야 할 규정들이 있어 무차별적인 공격과 살상은 할 수 없다. 예를 들어 전투원은 교전자라는 것이 드러나도록 군복을 입어야 하고, 적대성을 숨기기 위해 백기나 적십자기를 이용하는 등의 행위, 민간인 복장이나 상대 군복으로 위장하는 행위 등은 할 수 없다. 만일 이를 어기다 체포되면 전쟁 포로로 대우받지 못하고, 살인범으로 간주되어 상대의 재판 절차에 따라 처벌받을 수 있다.

첩보활동은 할 수 있지만 간첩은 처벌될 수 있다.
교전 중에도 포로는 인간적으로 대우해야 하며 전투 의지가 없는 포로를 살생해서는 안 된다. 교전상태가 종료되면 법에 따라 포로는 송환한다.
전쟁 중이라도 전쟁의 승패에 영향을 끼칠 수 있는 전투 행위가 아니라면 민간인이나 문화재는 보호해야 한다.
양측이 전투를 중단하거나 한쪽이 그 상대방을 복종시키면 전쟁은 종료된다. 국제법에 따르면 평화조약의 체결은 가장 바람직한 전쟁종료 수단이다. 만일 교전국 중 전쟁법을 위반한 나라가 있다면 피해국은 법에 따라 배상책임을 물을 수 있다. 침략국의 영토 합병에 다른 나라들이 반드시 승인할 필요는 없다.

## 적용
전시 국제법은 전쟁의 경우뿐만 아니라 국제연합에 의한 강제조치나 자위, 보복, 내란 등 국제법상의 전쟁이 아닌 것 또는 무력행사에 대해서도 적용되는 것으로 해석된다. (1949년의 전쟁피해자 보호에 관한 제네바 4조약의 2, 3조) 그러나 또한 동시에 전쟁법이 적용되는 사례와 적용되지 않는 사례가 분명하게 나뉘지 않아 분쟁의 여지가 있기도 하다.

### 위반 시 처벌 사항
전쟁법과 관련하여 침략전쟁 계획 및 수행 등과 같은 반평화범죄에 대해서는 정부의 정책에 영향력을 가진 사람들만 처벌할 수 있지만, 집단살해와 같은 반인도범죄에 대해서는 장교와 사병도 처벌할 수 있다. 장교는 자신이 통솔하는 군대의 전쟁법 위반을 방지하려고 노력해야 하며, 그 범행을 몰랐다고 하더라도 범행에 대한 책임을 진다. 각 국가는 전범자를 재판하고 처벌할 1차적 책임을 진다.

전시 국제법을 따르지 않는 군인은 형사 재판 및 처벌 대상이 될 수 있다. 형사 처벌은 국가적 차원과 국제사회적 차원이 모두 있을 수 있다. 군인이 전쟁법을 따르지 않았다는 사실이 군법회의를 통해 밝혀지면 상부의 명령에 의거한 행동이었다 할 지라도 처벌 받을 수 있다. 제2차 세계 대전 이후에 뉘멘베르그와 도쿄, 유고슬라비아 및 르완다에서 열린 국제 군사 재판을 예로 들 수 있다.

### 적용 사례
- 한국전쟁 
 한국전쟁이 발발한 1950년에는 제네바 4개 협약이 발효되지도 않았고 남북한이 협약에 공히 가입하지도 않은 상태였지만 전쟁이 발발하고 양측 모두 협약을 준수하겠다는 선언을 했다. 비록 협약이 완벽하게 준수되지는 않았지만 양측에 협약 준수에 동의함으로써 한국전쟁에서도 전쟁의 참상을 최대한 완화시킬 수 있었다는 것이 전문가들의 의견이다.[9]

- 시리아 유혈사태 
 2012년 시리아에서는 엄청난 유혈사태가 벌어지고 있었으나 전쟁법의 조건이 모호하여 이 사태를 전쟁으로 규정짓지 못하고 있다. 이에 유혈사태는 아무런 국제법의 적용 없이 이어지고 있다.

## 한계
현재 존재하는 어떠한 초국가적 조직도 법 위반자에 대한 처벌 권한을 가지지 않아 법을 체계적으로 집행하는 것이 사실상 불가능한 상태다. 뿐만 아니라 국제 사회의 절대적 지지를 받는 체계적인 법이 존재하지 않는 것도 현존 전시 국제법의 문제다. 또한 두 번의 세계대전을 거치면서 핵무기 등의 신무기전쟁수단이 등장했고 그에 따라 전시 국제법에도 변화가 필요하게 되었으나 현재 법은 변화를 수용하지 못하고 있다.

## 같이 보기
- 암스 컨트롤
- 인도에 반한 죄
- 국제법
- 자위권
- 총력전
- 전쟁범죄